# Atletico Venezuela B
El Atlético Venezuela B es un equipo de fútbol de Venezuela que juega en la Tercera División de Venezuela, la tercera categoría de fútbol en el país.

## Historia
Fue fundado en el año 2015 en la capital Caracas como el equipo filial del Atlético Venezuela, por lo que no puede jugar en la Primera División de Venezuela ni tampoco puede jugar en la Copa Venezuela.
Logró ascender a la Segunda División de Venezuela luego de las modificaciones que hizo la Federación Venezolana de Fútbol al fútbol profesional en Venezuela para la temporada 2016.

## Plantilla 2018

### Jugadores y Cuerpo Técnico
(*) Jugadores Juveniles Sub-18, según reglamento del Torneo debe haber al menos 1 jugador Sub-18 en cancha